# Karl Thomas (Mediziner)
Karl Albert Ferdinand Thomas (* 28. November 1883 in Freiburg im Breisgau; † 6. September 1969 in Göttingen) war ein deutscher Mediziner.

## Leben
Karl Thomas war von 1921 bis 1945 Ordinarius für Physiologische Chemie an der Medizinischen Fakultät der Universität Leipzig und von 1946 bis 1949 Ordinarius für Physiologische Chemie an der Universität Erlangen. Anschließend war er Direktor der Medizinischen Forschungsanstalt der Max-Planck-Gesellschaft. Thomas entwickelte unter anderem das Konzept der Biologischen Wertigkeit von Proteinen.

## Ehrungen
- 1922: Ordentliches Mitglied der Sächsischen Akademie der Wissenschaften (seit 1945 korrespondierendes Mitglied)[1]
- 1925: Aufnahme in die Leopoldina
- 1954: Großes Verdienstkreuz der Bundesrepublik Deutschland
- 1954: Ehrendoktor der Universität Freiburg/Br.
- 1963: Albrecht-von-Haller-Medaille der Universität Göttingen
- Ehrenmitglied der Japanese Biochemical Society

Zur Erinnerung an Karl Thomas wird der Karl Thomas-Preis verliehen.